# سالنامه پارس
سالنامهٔ پارس از مطبوعات استان فارس در دوران رضاشاه است.
این سالنامه از سال ۱۳۰۴ خورشیدی به وسیلهٔ محمدعلی امیرجاهد، در شیراز و تهران به چاپ می‌رسید.